# OFC Champions League 2008/2009
OFC Champions League 2008/2009 var den tredje säsongen under turneringens nya namn, totalt den åttonde säsongen av Oceaniens klubbmästerskap. Samtliga matcher spelades i dubbelmöten, hemma- och bortamöten. Turneringen vanns av Auckland City, från Nya Zeeland, som i finalen besegrade Koloale, från Salomonöarna, med sammanlagt 9–4.

## Gruppspel

### Grupp A
| Nr | Lag               | S | V | O | F | GM | IM | MS  | P  |
| -- | ----------------- | - | - | - | - | -- | -- | --- | -- |
| 1  | Auckland City     | 4 | 3 | 1 | 0 | 15 | 4  | +11 | 10 |
| 2  | Waitakere United  | 4 | 2 | 1 | 1 | 9  | 7  | +2  | 7  |
| 3  | Port Villa Sharks | 4 | 0 | 0 | 4 | 3  | 16 | −13 | 0  |

|              | 2 november 2008 | Auckland City         | 2 – 2           | Waitakere United                    | Kiwitea Street                                             |                                                            |
| 15:00 UTC+13 | 15:00 UTC+13    | Keryn Jordan 45′, 48′ | (1 – 1) Rapport | 21′ Benjamin Totori 73′ Paul Seaman | Auckland Publik: 1 200 Domare: Peter O'Leary (Nya Zeeland) | Auckland Publik: 1 200 Domare: Peter O'Leary (Nya Zeeland) |
| 15:00 UTC+13 | 15:00 UTC+13    |                       |                 |                                     | Auckland Publik: 1 200 Domare: Peter O'Leary (Nya Zeeland) | Auckland Publik: 1 200 Domare: Peter O'Leary (Nya Zeeland) |
| 15:00 UTC+13 | 15:00 UTC+13    |                       |                 |                                     | Auckland Publik: 1 200 Domare: Peter O'Leary (Nya Zeeland) | Auckland Publik: 1 200 Domare: Peter O'Leary (Nya Zeeland) |

|              | 22 november 2008 | Waitakere United                     | 3 – 0           | Port Vila Sharks | Trusts Stadium                                        |                                                       |
| 17:00 UTC+13 | 17:00 UTC+13     | Paul Seaman 21′ Roy Krishna 28′, 34′ | (3 – 0) Rapport |                  | Henderson Publik: 400 Domare: Norbert Hauata (Tahiti) | Henderson Publik: 400 Domare: Norbert Hauata (Tahiti) |
| 17:00 UTC+13 | 17:00 UTC+13     |                                      |                 |                  | Henderson Publik: 400 Domare: Norbert Hauata (Tahiti) | Henderson Publik: 400 Domare: Norbert Hauata (Tahiti) |
| 17:00 UTC+13 | 17:00 UTC+13     |                                      |                 |                  | Henderson Publik: 400 Domare: Norbert Hauata (Tahiti) | Henderson Publik: 400 Domare: Norbert Hauata (Tahiti) |

|              | 13 december 2008 | Port Vila Sharks | 0 – 2           | Auckland City                        | Port Vila Municipal Stadium                                   |                                                               |
| 17:30 UTC+11 | 17:30 UTC+11     |                  | (0 – 1) Rapport | 8′ (sjm.) Fedy Vava 70′ Paul Urlovic | Port Vila Publik: 2 000 Domare: Jimmy Wright (Nya Kaledonien) | Port Vila Publik: 2 000 Domare: Jimmy Wright (Nya Kaledonien) |
| 17:30 UTC+11 | 17:30 UTC+11     |                  |                 |                                      | Port Vila Publik: 2 000 Domare: Jimmy Wright (Nya Kaledonien) | Port Vila Publik: 2 000 Domare: Jimmy Wright (Nya Kaledonien) |
| 17:30 UTC+11 | 17:30 UTC+11     |                  |                 |                                      | Port Vila Publik: 2 000 Domare: Jimmy Wright (Nya Kaledonien) | Port Vila Publik: 2 000 Domare: Jimmy Wright (Nya Kaledonien) |

|              | 14 februari 2009 | Auckland City                                                                                    | 8 – 1           | Port Villa Sharks         | Kiwitea Street                           |                                          |
| 15:00 UTC+13 | 15:00 UTC+13     | Paul Urlovic 9′, 71′ Chad Coombes 22′, 47′, 77′ Milos Nikolic 30′ (str.), 81′ Alex Feneridis 59′ | (3 – 1) Rapport | 40′ (sjm.) Alex Feneridis | Auckland Domare: Averii Jacques (Tahiti) | Auckland Domare: Averii Jacques (Tahiti) |
| 15:00 UTC+13 | 15:00 UTC+13     |                                                                                                  |                 |                           | Auckland Domare: Averii Jacques (Tahiti) | Auckland Domare: Averii Jacques (Tahiti) |
| 15:00 UTC+13 | 15:00 UTC+13     |                                                                                                  |                 |                           | Auckland Domare: Averii Jacques (Tahiti) | Auckland Domare: Averii Jacques (Tahiti) |

|              | 7 mars 2009  | Port Vila Sharks                    | 2 – 3           | Waitakere United                                   | Port Vila Municipal Stadium                          |                                                      |
| 15:00 UTC+11 | 15:00 UTC+11 | Moise Poida 17′ Francois Sakama 57′ | (1 – 1) Rapport | 10′ Christopher Bale 54′ Paul Seaman 75′ Danny Hay | Port Vila Publik: 2 000 Domare: Rakesh Varman (Fiji) | Port Vila Publik: 2 000 Domare: Rakesh Varman (Fiji) |
| 15:00 UTC+11 | 15:00 UTC+11 |                                     |                 |                                                    | Port Vila Publik: 2 000 Domare: Rakesh Varman (Fiji) | Port Vila Publik: 2 000 Domare: Rakesh Varman (Fiji) |
| 15:00 UTC+11 | 15:00 UTC+11 |                                     |                 |                                                    | Port Vila Publik: 2 000 Domare: Rakesh Varman (Fiji) | Port Vila Publik: 2 000 Domare: Rakesh Varman (Fiji) |

|              | 5 april 2009 | Waitakere United | 1 – 3           | Auckland City                                     | Trusts Stadium                                                  |                                                                 |
| 15:00 UTC+12 | 15:00 UTC+12 | Roy Krishna 83′  | (0 – 0) Rapport | 68′ Matt Friel 75′ Keryn Jordan 79′ Adam McGeorge | Henderson Publik: 2 500 Domare: Kevin Stoltenkamp (Nya Zeeland) | Henderson Publik: 2 500 Domare: Kevin Stoltenkamp (Nya Zeeland) |
| 15:00 UTC+12 | 15:00 UTC+12 |                  |                 |                                                   | Henderson Publik: 2 500 Domare: Kevin Stoltenkamp (Nya Zeeland) | Henderson Publik: 2 500 Domare: Kevin Stoltenkamp (Nya Zeeland) |
| 15:00 UTC+12 | 15:00 UTC+12 |                  |                 |                                                   | Henderson Publik: 2 500 Domare: Kevin Stoltenkamp (Nya Zeeland) | Henderson Publik: 2 500 Domare: Kevin Stoltenkamp (Nya Zeeland) |

### Grupp B
| Nr | Lag           | S | V | O | F | GM | IM | MS | P |
| -- | ------------- | - | - | - | - | -- | -- | -- | - |
| 1  | Koloale       | 4 | 2 | 1 | 1 | 4  | 2  | +2 | 7 |
| 2  | Hekari United | 4 | 2 | 0 | 2 | 6  | 6  | 0  | 6 |
| 3  | Ba            | 4 | 1 | 1 | 2 | 3  | 5  | −2 | 4 |

|              | 2 november 2008 | Ba | 0 – 0   | Koloale | Govind Park                                    |                                                |
| 15:00 UTC+12 | 15:00 UTC+12    |    | Rapport |         | Ba Publik: 2 000 Domare: Lencie Fred (Vanuatu) | Ba Publik: 2 000 Domare: Lencie Fred (Vanuatu) |
| 15:00 UTC+12 | 15:00 UTC+12    |    |         |         | Ba Publik: 2 000 Domare: Lencie Fred (Vanuatu) | Ba Publik: 2 000 Domare: Lencie Fred (Vanuatu) |
| 15:00 UTC+12 | 15:00 UTC+12    |    |         |         | Ba Publik: 2 000 Domare: Lencie Fred (Vanuatu) | Ba Publik: 2 000 Domare: Lencie Fred (Vanuatu) |

|              | 22 november 2008 | Koloale                                             | 3 – 1           | Hekari United    | Lawson Tama Stadium                                         |                                                             |
| 15:00 UTC+11 | 15:00 UTC+11     | Richard Anisua 37′ Nicholas Muri 39′ Joses Nawo 77′ | (2 – 1) Rapport | 9′ Abraham Iniga | Honiara Publik: 10 000 Domare: Michael Hester (Nya Zeeland) | Honiara Publik: 10 000 Domare: Michael Hester (Nya Zeeland) |
| 15:00 UTC+11 | 15:00 UTC+11     |                                                     |                 |                  | Honiara Publik: 10 000 Domare: Michael Hester (Nya Zeeland) | Honiara Publik: 10 000 Domare: Michael Hester (Nya Zeeland) |
| 15:00 UTC+11 | 15:00 UTC+11     |                                                     |                 |                  | Honiara Publik: 10 000 Domare: Michael Hester (Nya Zeeland) | Honiara Publik: 10 000 Domare: Michael Hester (Nya Zeeland) |

|              | 13 december 2008 | Hekari United    | 1 – 2           | Ba                                     | PNG Football Stadium                                        |                                                             |
| 15:00 UTC+10 | 15:00 UTC+10     | Abraham Iniga 1′ | (1 – 1) Rapport | 6′ Osea Vakatalesau 84′ Maciu Dunadamu | Port Moresby Publik: 8 000 Domare: Chris Beath (Australien) | Port Moresby Publik: 8 000 Domare: Chris Beath (Australien) |
| 15:00 UTC+10 | 15:00 UTC+10     |                  |                 |                                        | Port Moresby Publik: 8 000 Domare: Chris Beath (Australien) | Port Moresby Publik: 8 000 Domare: Chris Beath (Australien) |
| 15:00 UTC+10 | 15:00 UTC+10     |                  |                 |                                        | Port Moresby Publik: 8 000 Domare: Chris Beath (Australien) | Port Moresby Publik: 8 000 Domare: Chris Beath (Australien) |

|              | 14 februari 2009 | Ba                   | 1 – 3           | Hekari United                                            | Govind Park                                          |                                                      |
| 15:00 UTC+12 | 15:00 UTC+12     | Osea Vakatalesau 58′ | (0 – 3) Rapport | 17′ (str.) Kema Jack 34′ Joachim Waroi 37′ Benjamin Mela | Ba Publik: 5 000 Domare: Peter O'Leary (Nya Zeeland) | Ba Publik: 5 000 Domare: Peter O'Leary (Nya Zeeland) |
| 15:00 UTC+12 | 15:00 UTC+12     |                      |                 |                                                          | Ba Publik: 5 000 Domare: Peter O'Leary (Nya Zeeland) | Ba Publik: 5 000 Domare: Peter O'Leary (Nya Zeeland) |
| 15:00 UTC+12 | 15:00 UTC+12     |                      |                 |                                                          | Ba Publik: 5 000 Domare: Peter O'Leary (Nya Zeeland) | Ba Publik: 5 000 Domare: Peter O'Leary (Nya Zeeland) |

|              | 7 mars 2009  | Hekari United        | 1 – 0           | Koloale | PNG Football Stadium                                             |                                                                  |
| 15:00 UTC+10 | 15:00 UTC+10 | Kema Jack 35′ (str.) | (1 – 0) Rapport |         | Port Moresby Publik: 5 000 Domare: Strebre Delovski (Australien) | Port Moresby Publik: 5 000 Domare: Strebre Delovski (Australien) |
| 15:00 UTC+10 | 15:00 UTC+10 |                      |                 |         | Port Moresby Publik: 5 000 Domare: Strebre Delovski (Australien) | Port Moresby Publik: 5 000 Domare: Strebre Delovski (Australien) |
| 15:00 UTC+10 | 15:00 UTC+10 |                      |                 |         | Port Moresby Publik: 5 000 Domare: Strebre Delovski (Australien) | Port Moresby Publik: 5 000 Domare: Strebre Delovski (Australien) |

|              | 28 mars 2009 | Koloale           | 1 – 0           | Ba | Lawson Tama Stadium                                  |                                                      |
| 15:00 UTC+11 | 15:00 UTC+11 | Nicholas Muri 34′ | (1 – 0) Rapport |    | Honiara Publik: 10 000 Domare: Lencie Fred (Vanuatu) | Honiara Publik: 10 000 Domare: Lencie Fred (Vanuatu) |
| 15:00 UTC+11 | 15:00 UTC+11 |                   |                 |    | Honiara Publik: 10 000 Domare: Lencie Fred (Vanuatu) | Honiara Publik: 10 000 Domare: Lencie Fred (Vanuatu) |
| 15:00 UTC+11 | 15:00 UTC+11 |                   |                 |    | Honiara Publik: 10 000 Domare: Lencie Fred (Vanuatu) | Honiara Publik: 10 000 Domare: Lencie Fred (Vanuatu) |

## Final
|              | 25 april 2009 | Koloale                 | 2 – 7           | Auckland City                                                                                    | Lawson Tama Stadium                                          |                                                              |
| 15:00 UTC+11 | 15:00 UTC+11  | Richard Anisua 10′, 76′ | (1 – 3) Rapport | 23′ Matt Williams 39′ Ki-Hyung Lee 40′ Paul Urlovic 58′ Ivan Vicelich 65′, 77′, 86′ Keryn Jordan | Honiara Publik: 20 000 Domare: Strebre Delovski (Australien) | Honiara Publik: 20 000 Domare: Strebre Delovski (Australien) |
| 15:00 UTC+11 | 15:00 UTC+11  |                         |                 |                                                                                                  | Honiara Publik: 20 000 Domare: Strebre Delovski (Australien) | Honiara Publik: 20 000 Domare: Strebre Delovski (Australien) |
| 15:00 UTC+11 | 15:00 UTC+11  |                         |                 |                                                                                                  | Honiara Publik: 20 000 Domare: Strebre Delovski (Australien) | Honiara Publik: 20 000 Domare: Strebre Delovski (Australien) |

|              | 3 maj 2009   | Auckland City                | 2 – 2           | Koloale                            | Kiwitea Street                                         |                                                        |
| 14:00 UTC+12 | 14:00 UTC+12 | Keryn Jordan 56′ (str.), 58′ | (0 – 1) Rapport | 40′ Henry Fa'arodo 60′ Lency Saeni | Auckland Publik: 1 250 Domare: Norbert Hauata (Tahiti) | Auckland Publik: 1 250 Domare: Norbert Hauata (Tahiti) |
| 14:00 UTC+12 | 14:00 UTC+12 |                              |                 |                                    | Auckland Publik: 1 250 Domare: Norbert Hauata (Tahiti) | Auckland Publik: 1 250 Domare: Norbert Hauata (Tahiti) |
| 14:00 UTC+12 | 14:00 UTC+12 |                              |                 |                                    | Auckland Publik: 1 250 Domare: Norbert Hauata (Tahiti) | Auckland Publik: 1 250 Domare: Norbert Hauata (Tahiti) |